# Хамилкар (Първа пуническа война)
Вижте пояснителната страница за други личности с името Хамилкар.
Хамилкар (на старогръцки: Αμίλκας, Hamilkar, Hamilcar) е военачалник на Картаген през първата половина на Първата пуническа война.
Хамилкар трябва да се различава от Хамилкар Барка, бащата на Ханибал.
През 261 пр.н.е. в Сицилия Хамилкар се освобождава от неверните си келтски наемници като ги издава на римския консул Тит Отацилий Крас. След това той продължава успешно боевете против римляните като завладява няколко града обратно. Хамилкар преобразува Дрепана на военно пристанище.
През 257 пр.н.е. Хамилкар участва в Битката при Тиндарис в Сицилия против римския консул Марк Атилий Регул. През 256 пр.н.е. той е виновен за загубата в морската Битка при нос Екном с Луций Манлий Вулзон Лонг и Марк Атилий Регул, което помага на пристигането на римската флота на Регул в Африка.
След това Хамилкар е извикан в Картаген и поема командването на войската против пристигналите римляни в Африка. През 255 пр.н.е. той губи Битката при Адис на 20 км южно от Картаген.
След това той се подчинява на спартанския командир на наемниците Ксантип. След победата през 255 пр.н.е. в Битката при Тунис, Хамилкар се бие с голяма жестокост против въстанали нумидски и мавритански племена.
Той е баща на два сина: Ханибал, който през 250 пр.н.е. завежда картагенска войска в Лилибайон, и Ханон, който е в мирната делегация при Регул.